# John Armoy Knox
John Armoy Knox (né le 10 août 1851 à Armoy (en) (Irlande) et mort le 18 décembre 1906) à New-York, est un écrivain américain. 

## Biographie
Il émigre aux États-Unis en 1871. Il s'installe dans la ville d'Austin et travaille pour un journal de la ville. Il épouse Letitia McDonald en 1875 avec laquelle il a trois enfants. Il fonde avec Alexander E. Sweet un journal intitulé Texas Siftings en 1881. Il écrit avec lui On A Mexican Mustang Through Texas. From The Gulf To The Rio Grande. Il est l'un des créateurs du mythe du cow-boy dans la littérature texane.
Il meurt à New York en 1906.